# PK-35
Pour le club de football féminin, voir PK-35 (féminines).
Maillots
Le Pallokerho-35 (PK-35) est un club de football finlandais basé à Vantaa. Il possède une équipe masculine et une équipe féminine. Pasi Pihamaa y est l'entraineur depuis 2016.

## Football masculin

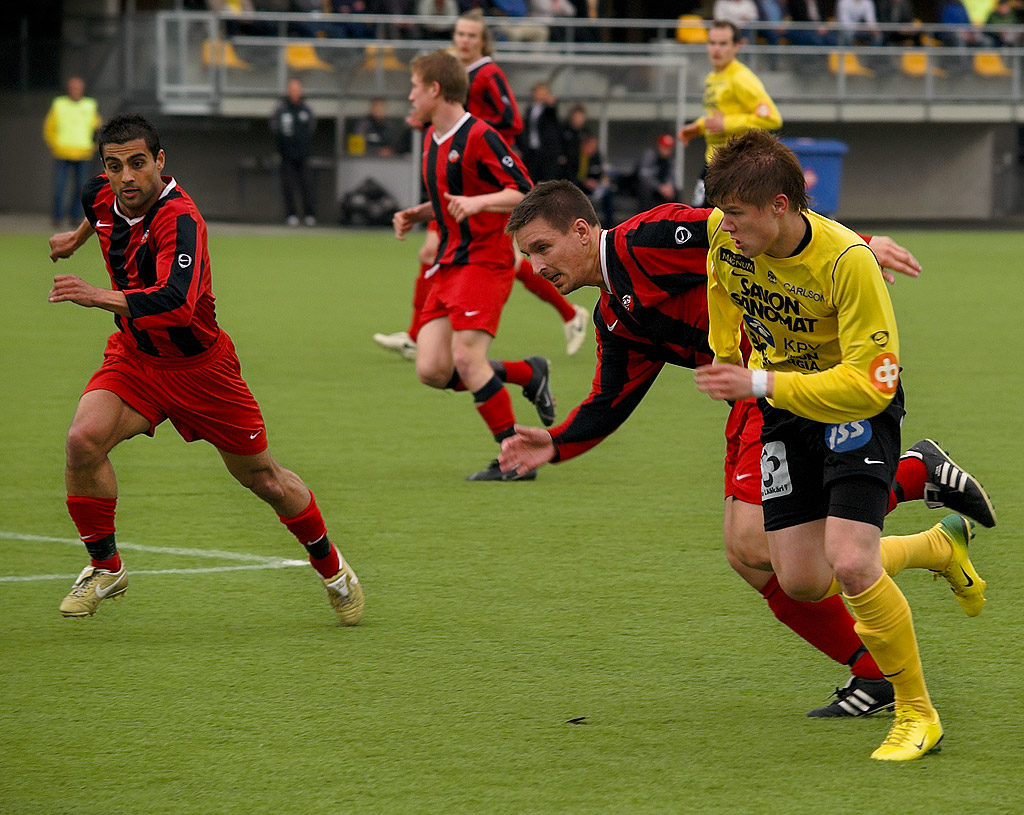
Match contre KuPS (PK-35 en rouge et noir)

### Palmarès
- Coupe de Finlande
  - Finaliste : 1998